# Буколеон

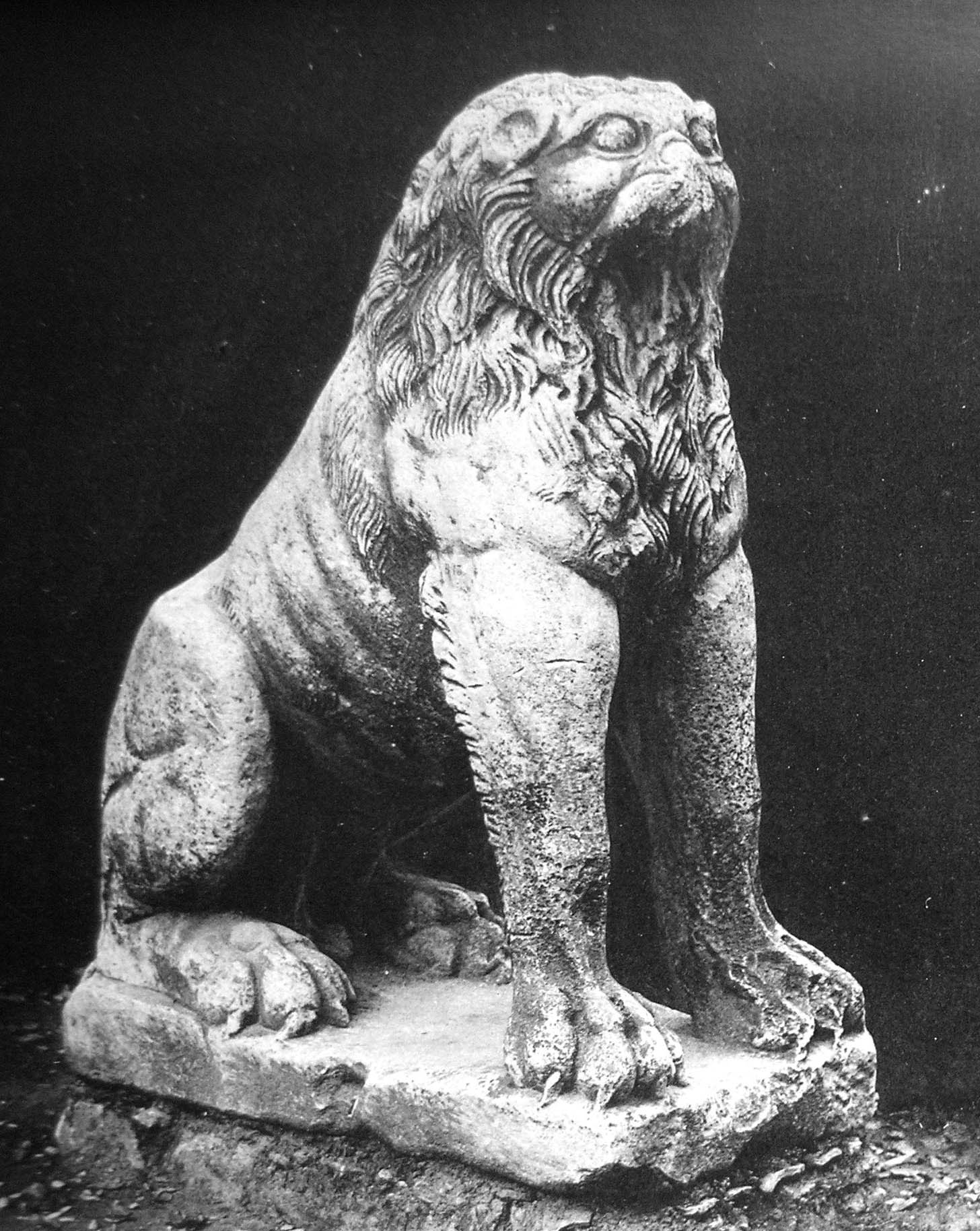
Один із кам'яних левів біля входу в гавань Буколеон, сьогодні в археологічному музеї Стамбула

Буколеон (грец. Βουκολέων) — візантійський імператорський палац на березі Мармурового моря, в районі Константинополя, названому в честь перського принца Ормізда.
Будівництво приписувалося Феодосію II і Юстиніану, а назва, як вважалося, походить від статуї бико-лева, яка прикрашала тутешню гавань. Збережені до цього дня руїни були, по всій видимості, споруджені імператором Феофілом (829—842); звертає на себе увагу балкончик, з якого імператор міг споглядати морську далечінь.
У 1204 палац розорений хрестоносцями та знаходився в запустінні при Палеологах, які вважали за краще жити у Влахернах. Частина руїн була остаточно знесена в 1873 при будівництві залізниці.